# Doljani Žumberački
Doljani Žumberački is een plaats in de gemeente Ozalj in de Kroatische provincie Karlovac. De plaats telt 25 inwoners (2001).